# Boris Wassiljewitsch Andrejew
Boris Wassiljewitsch Andrejew (russisch Борис Васильевич Андреев; * 21. Januar 1906 in Moskau, Russisches Kaiserreich; † 9. März 1987) war ein sowjetischer Sportschütze.

## Erfolge
Boris Andrejew nahm an den Olympischen Spielen 1952 in Helsinki in zwei Disziplinen teil. Im liegenden Anschlag traf er ebenso wie Iosif Sîrbu die mögliche Höchstpunktzahl von 400 Punkten, bei der anschließenden Auszählung der perfekten Treffer in die Zielmitte setzte sich Sîrbu mit 33 perfekten Treffern gegenüber 28 Treffern von Andrejew durch. Damit wurde Sîrbu vor Andrejew und Arthur Jackson Olympiasieger. Im Dreistellungskampf erzielte er 1163 Punkte, mit denen er sich hinter Erling Kongshaug und Vilho Ylönen auf dem Bronzerang platzierte.
Andrejew war mehrfacher sowjetischer Meister. Während seiner Karriere war er bei Dynamo Moskau, ZSKA Moskau und Spartak Moskau aktiv. Seine Auszeichnungen umfassen unter anderem den Orden des Roten Sterns, den Rotbannerorden und den Leninorden.